# Ce doux pays
Ce doux pays (Vänaste land) est un roman policier écrit en 2006 par Ake Edwardson, un écrivain suédois. Il a été traduit en français en 2007.

## Résumé
Dans les quartiers nord de Göteborg, une série de meurtres secoue la communauté kurde. Le commissaire Erik Winter est sur les dents en ce début d'été, mais les témoins disparaissent les uns après les autres. 